# Векрлин, Вильгельм Людвиг
Вильгельм Людвиг Векрлин (7 июля 1739, Ботнант (теперь в составе Штутгарта) — 24 ноября 1792, Ансбах) — немецкий журналист, публицист, редактор и писатель
 эпохи Просвещения.

## Биография
Изучал право в университете Тюбингена. Работал в Людвигсбурге с 1757 по 1766 год
помощником у своего отчима, писателя Мартина Хьюглина. Затем поселился в Вене, где служил помощником французского посла.
Занимался публицистикой в духе Вольтера и энциклопедистов того времени, за что был выслан из Вены, а затем из Аугсбурга. Отстаивал свободу печати и выступал против произвола государства.
В 1772 году начал редактировать выходившую два раза в неделю газету «Винер Диариум».

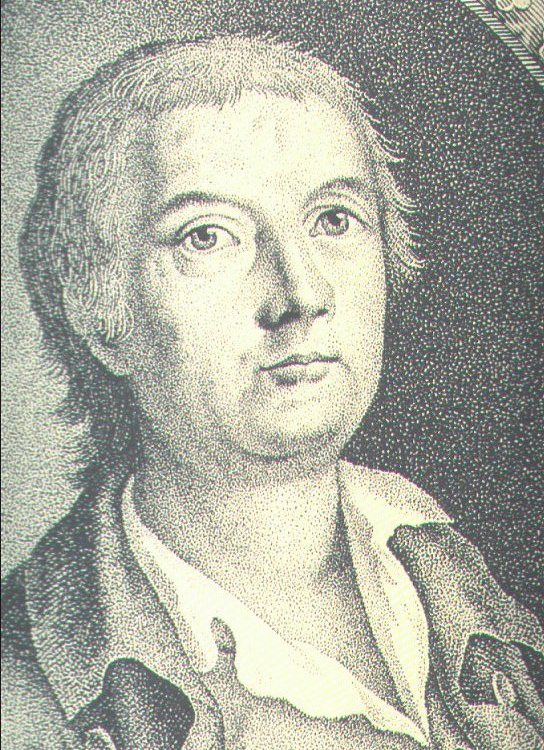

Писал и распространял рукописные газеты, в которых распространял анекдоты об императоре, пикантностях и придворных сплетнях — что было предшественником «бульварной журналистики (прессы)». Рукописная форма позволяла ему обойти цензуру печатной продукции.

## Избранные публикации
- Denkwürdigkeiten von Wien. Gedruckt für Henrich Lyonel, Herrn von Visp [i.e. Beck, Nördlingen] 1777 MDZ München = Google
- Anselmus Rabiosus Reise durch Oberdeutschland. Salzburg und Leipzig 1778 Google, MDZ München = Google
- Das Bürgermeisteramt des Harlekin. Eine Fastnachtfrazze mit Tänzen. (Libretto) 1779 MDZ München

Ueber Waser’s zwote Verurtheilung. 1781 [Nürnberg] GDZ Göttingen
- Die Einwilligung der Untertanen zum Ländertausch ein Hirngespinst. 1786 GDZ Göttingen
- Leben und Auswahl seiner Schriften. Zur Culturgeschichte des achtzehnten Jahrhunderts. Hrsg. von Dr. Friedrich W. Ebeling. Berlin: Köppen, 1869 Google-USA*